# Cephalaria joppensis
Cephalaria joppensis là một loài thực vật có hoa trong họ Kim ngân. Loài này được (Rchb.) Coult. ex DC. mô tả khoa học đầu tiên năm 1830.

## Hình ảnh

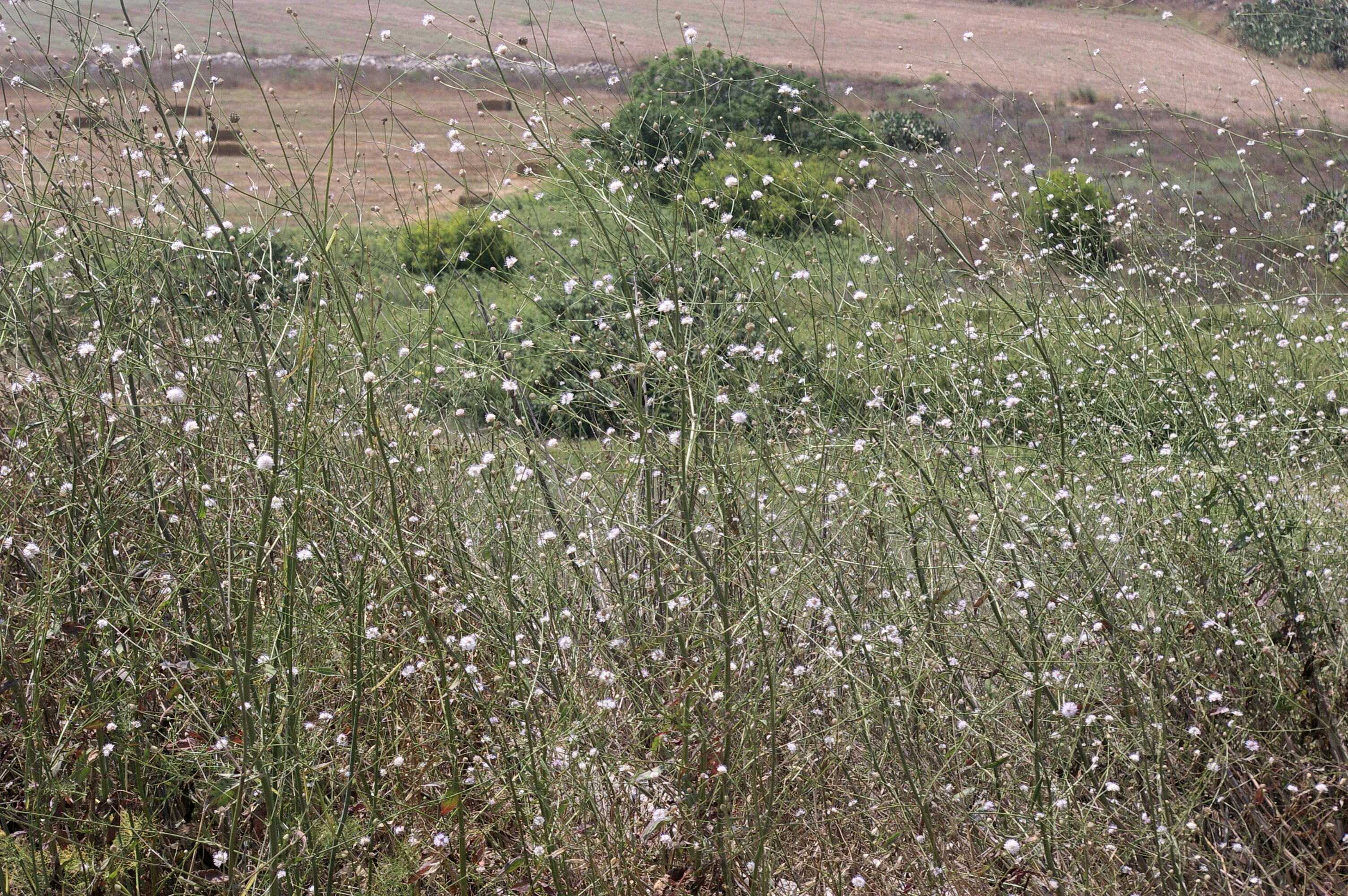
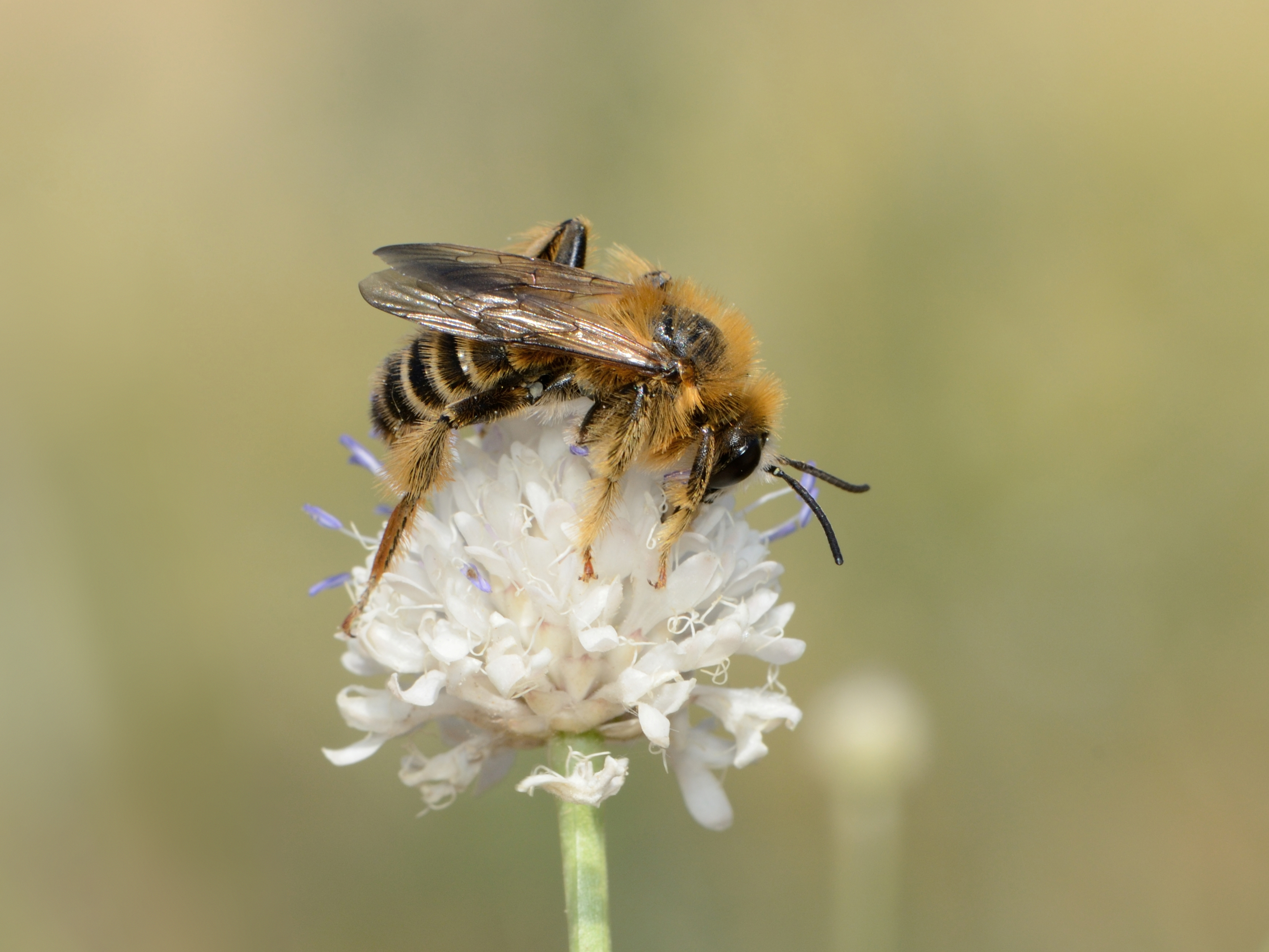